# Psapharochrus consentaneus
Psapharochrus consentaneus är en skalbaggsart som beskrevs av Thomson 1865. Psapharochrus consentaneus ingår i släktet Psapharochrus och familjen långhorningar. Inga underarter finns listade i Catalogue of Life.